# San José Pinula
San José Pinula – miasto w południowej Gwatemali, w departamencie Gwatemala, leżące na przedmieściach stolicy kraju, w odległości około 20 km od centrum miasta. Miasto leży na wysokości 1752 m n.p.m. i jest otoczone przez góry. W 2012 roku liczyło 45 768 mieszkańców. Przemysł spożywczy.
Miasto jest siedzibą gminy o tej samej nazwie, która w 2012 roku liczyła 72 161 mieszkańców. Gmina jak na warunki Gwatemali jest średniej wielkości, a jej powierzchnia obejmuje 220 km².